# Dipsochelys
Dipsochelys is een geslacht van grote schildpadden uit de familie landschildpadden (Testudinidae). De groep wordt sinds de indeling van Fritz en Havaš uit 2007 niet meer erkend.
Er zijn zes soorten beschreven waarvan er twee soorten nog bestaan. De andere soorten zijn al honderden tot duizenden jaren geleden uitgestorven. Met de nog levende soorten gaat het ook niet goed, de meeste staan op de rand van uitsterven. Dipsochelys hololissa bijvoorbeeld is al uitgestorven in het wild, exemplaren komen alleen voor in dierentuinen.

## Taxonomie
De verouderde indeling is als volgt:
Geslacht Dipsochelys
- † Soort Dipsochelys abrupta (Uitgestorven)
- † Soort Dipsochelys arnoldi (Uitgestorven)
- † Soort Dipsochelys daudinii (Uitgestorven)
- Soort Seychellenreuzenschildpad (Dipsochelys dussumieri)
- † Soort Dipsochelys grandidieri (Uitgestorven)
- Soort Dipsochelys hololissa (Uitgestorven in het wild)

De ene nog bestaande soort, de seychellenreuzenschildpad, heeft Aldabrachelys gigantea als wetenschappelijke naam. De andere moderne soort Dipsochelys hololissa wordt gezien als een ondersoort van de seychellenreuzenschildpad (Aldabrachelys gigantea hololissa).

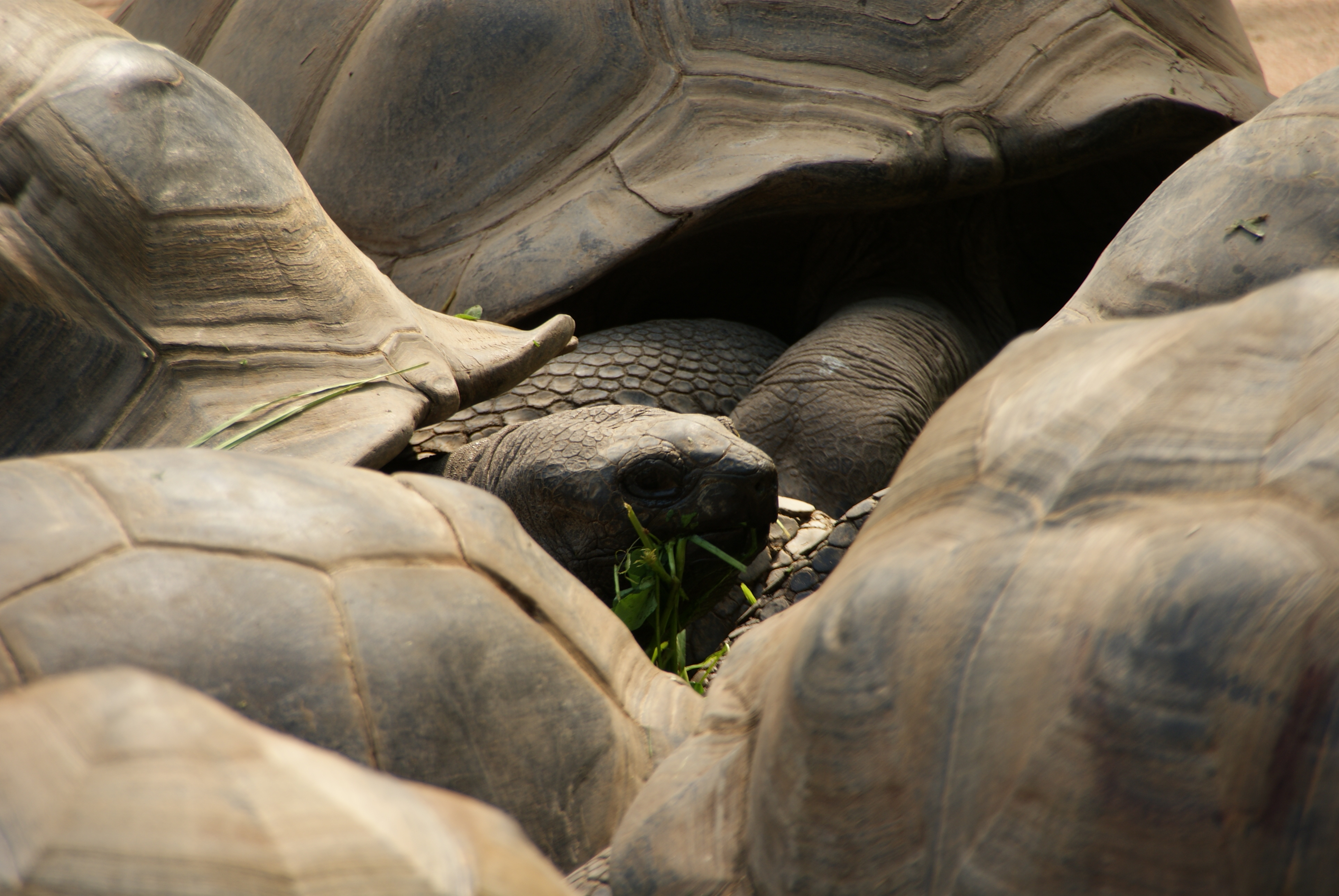
Dipsochelys, Tierpark Hellabrunn